# Gerolamo Pitzolo
Girolamo Pitzolo (Cagliari, 2 gennaio 1748 – Cagliari, 6 luglio 1795) è stato un politico e militare italiano del Regno di Sardegna.

## Biografia
Proveniva da una famiglia ricca e occupava alcune delle più importanti cariche sarde.
Faceva parte dello Stamento militare del governo della Sardegna.
Divenne famoso al popolo per essere stato a capo dell'esercito (il primo di unità nazionale sardo) che fronteggiava insieme al Vincenzo Sulis i militari francesi sbarcati lungo le coste di Quartu Sant'Elena . Grazie anche ad eventi fortuiti (le truppe francesi non avevano preparato l'invasione accuratamente) l'esercito sardo riportò una netta vittoria respingendo i nemici in mare. Il fatto che i piemontesi non furono capaci o non vollero approntare le difese del territorio sardo mentre i sardi furono capaci di respingere una delle più temute potenze del tempo venne usato dalle classi dirigenti sarde come motivo per richiedere maggiori poteri nell'amministrazione della Sardegna, amministrazione che dal passaggio del Regno di Sardegna alla casa dei Savoia era stata esclusivamente ad appannaggio di funzionari provenienti d'oltremare. In aggiunta a ciò, i sovrani sabaudi non avevano mai convocato gli Stamenti sardi, organi di rappresentanza delle classi dirigenti sarde.
Nel 1794 il Pitzolo fu a Torino tra la delegazione che presentò al re le cinque richieste elaborate dagli Stamenti. Le cinque richieste erano una piattaforma di stampo autonomistico che gli Stamenti sardi, autoconvocatisi dopo la vittoria contro i francesi, avevano elaborato mediando le rivendicazioni provenienti dalla nobiltà e dall'emergente borghesia professionale sarda. Tra le cinque richieste vi era quella di riservare cariche istituzionali nell'amministrazione a "nazionali sardi", quella di ratificare i diritti e privilegi del regno, quella di convocare gli Stamenti regolarmente. Le cinque richieste erano tutt'altro che rivoluzionarie e tendevano unicamente a fornire un ruolo nella gestione della Sardegna alla nobiltà e all'alta borghesia di Sardegna. Tuttavia il sovrano sabaudo declinò le richieste. A parte questo rifiuto di accordare le concessioni richieste, a far infuriare il popolo sardo fu anche il modo in cui il rifiuto venne comunicato (alla delegazione sarda inviata a Torino non furono comunicate le decisioni prese che vennero invece inviate al viceré in Sardegna).
In seguito a questo rifiuto, i dirigenti piemontesi in Sardegna cominciarono a perseguire alcuni dei fautori delle cinque richieste per paura del malcontento e della possibile diffusione di ideali "rivoluzionari". Questa opera di repressione generò inevitabilmente maggiore malcontento che esplose nei moti del 28 aprile 1794 a Cagliari, quando il popolo cagliaritano bloccò l'arresto di due membri degli Stamenti molto rispettati e, prese le armi, incarcerò e successivamente espulse la maggior parte dei funzionari e professionisti piemontesi. Gli Stamenti sardi funsero da quel momento come un vero e proprio parlamento ripristinando l'ordine in Sardegna (dove la rivolta si era estesa ai villaggi) e avviando diverse proposte di riforma dell'amministrazione della Sardegna. Questo periodo che si concluse nel 1796 con divisioni tra rivoluzionari e la sconfitta militare del tentativo di riforma radicale propugnato da Giovanni Maria Angioy è noto come la "Sarda Rivoluzione".
Quando il Pitzolo rientrò da Torino nell'estate del 1794 fu acclamato dai cagliaritani come padre della patria. Tuttavia, il Pitzolo fu il maggiore artefice della divisione dei rivoluzionari in due partiti contrapposti, i "normalizzatori" e i "novatori". Questi ultimi venivano dal Pitzolo e altri indicati col termine generico di "giacobini" nonostante tra i novatori stessi coloro che sostenevano i principi giacobini non fossero che una parte. 
Il Pitzolo, anche in virtù della sua posizione di aristocratico, si dimostrò infatti determinato a stemprare e normalizzare gli aspetti più radicali della rivoluzione sarda. 
Accettando alcune delle cinque richieste, Vittorio Amedeo III di Savoia, re di Sardegna al tempo, nominò "nazionali sardi" alle più alte cariche del governo della Sardegna. Tra questi, il Pitzolo venne nominato intendente generale. Tuttavia questa apparente concessione del sovrano piemontese era stata fatta non tenendo conto del dettato costituzionale che imponeva al sovrano di effettuare le nomine su segnalazione degli organi di rappresentanza sardi. Questo mancato riconoscimento del ruolo degli organi di rappresentanza sardi fu uno dei motivi di divisione tra normalizzatori quali il Pitzolo e il partito dei novatori. Mentre i novatori tentavano di invalidare le cariche proposte appellandosi al dettato costituzionale, il Pitzolo usava la sua popolarità per appellarsi alle masse di "popolani" che risposero avallando le nomine regie. 
In seguito a queste nomine, il dissidio tra normalizzatori da una parte e i novatori dall'altra (tra i quali si ritrovava Giovanni Maria Angioy) si inasprì ulteriormente. I novatori nel loro complesso erano favorevoli ad ascrivere alla nascente borghesia sarda un ruolo istituzionale di rilievo nella gestione della Sardegna e -in alcuni casi- vedevano anche favorevolmente un coinvolgimento delle masse popolari come quella cagliaritana che era stata coinvolta nei moti rivoluzionari sardi. Il Pitzolo e gli altri normalizzatori erano invece avversi ad ogni riforma del governo che riconoscesse un ruolo effettivo alle emergenti classi sociali. Lo scopo dei moti rivoluzionari secondo il Pitzolo doveva limitarsi a dare un riconoscimento e un ruolo agli aristocratici e ai possidenti sardi lasciando però immutati gli assetti istituzionali e socio-economici esistenti. Intriso di cultura politica dell'Ancien Régime, il Pitzolo era estremamente diffidente di ogni concessione democratica o riformatrice. La politica reazionaria del Pitzolo gli fece rapidamente perdere consensi tra le masse di popolani che inizialmente l'avevano considerato come un padre della patria.
Il partito dei normalizzatori era anche contrario ad ogni richiesta di riconsiderare o abolire il funzionamento del sistema feudale in Sardegna. Mentre il feudalesimo era stato ormai superato in quasi tutta l'Europa, in Sardegna questo sistema sussisteva nonostante la crescente insofferenza della popolazione dei villaggi infeudati e della borghesia illuminata che riconosceva in questo sistema una delle cause di arretratezza della Sardegna. Il feudalesimo fu tra l'altro introdotto in tutta la Sardegna solo verso la fine del medioevo, ovvero nel XV secolo col prevalere del Regno d'Aragona sul Giudicato d'Arborea.
Lo scontro tra i due partiti si intensificò a seguito della sostituzione del ministro Avogadro con il ministro Galli della Loggia nel governo a Torino. Il ministro Galli della Loggia dimostrò di essere dalla parte del partito dei normalizzatori, assecondandone le azioni politiche. 
A far precipitare gli eventi fu la nomina reale di tre funzionari sassaresi nelle istituzioni sarde, personaggi apertamente schierati con il partito dei normalizzatori. Ancora una volta, la nomina fu fatta dal re senza rispettare la procedura di chiedere indicazioni sulle nomine alle stesse istituzioni sarde. Argomentando che non era stato rispettato il dettato costituzionale, il partito dei novatori questa volta convinse il viceré di Sardegna ad annullare le nomine di questi tre funzionari. Il ministro Galli della Loggia, informato dell'annullamento, fece pervenire una missiva al viceré che imponeva il rispetto delle nomine. Il ministro inoltre ingiungeva al viceré di dare autorità al Generale delle Armi per assicurarsi che queste direttive fossero rispettate e che le azioni degli oppositori fossero neutralizzate. Questo atto equivaleva sostanzialmente ad un colpo di Stato in quanto destituiva il legittimo rappresentante dell'autorità reale in Sardegna del suo ruolo conferendolo al capo dell'esercito. 
Ricevuta questa missiva il partito dei normalizzatori si apprestò, tramite l'azione del Generale delle Armi, il Marchese della Planargia, allo scontro armato che ormai sembrava inevitabile. Il viceré tentò una mediazione ma questa fallì. 
Il 6 luglio 1795 ci fu una seconda insurrezione guidata dal partito dei novatori e dalle milizie cittadine create dopo la prima sollevazione del 28 aprile 1794. Questi ebbero la meglio sulle truppe del Marchese della Planargia. Il popolo armato si recò presso l'abitazione del Pitzolo che era difesa da alcuni armati. In seguito a trattative, il Pitzolo acconsentì ad arrendersi per farsi trasdurre presso il viceré che avrebbe dovuto garantire l'incolumità del Pitzolo e l'istituzione di un processo contro il di lui e i suoi associati. Tuttavia il viceré, per motivi che non sono stati chiariti, non volle prendere in custodia il Pitzolo il quale, rimasto in mano alla folla cittadina, venne trucidato da popolani armati al seguito di Andrea De Lorenzo, maggiore delle milizie urbane.